# Simion Cuțov
Simion Cuțov, en roumain : Simion Cuțov, est un boxeur roumain né le 7 mai 1952 à Smârdan (județ de Tulcea) et mort en 1993. Il est le frère de Calistrat Cuțov.

## Carrière
La carrière amateur de Simion Cuțov dans la catégorie des poids légers est marquée par une médaille de bronze d'argent aux jeux olympiques de Montréal en 1976 et deux titres de champion d'Europe en 1973 à Belgrade et en 1975 à Katowice. Il est aussi médaillé d'argent aux championnats du monde de La Havane en 1974.